# Fosnavåg/Leinstrand
Fosnavåg/Leinstrand är en tidigare tätort i Herøy kommun i Møre og Romsdal fylke i västra Norge. Orten låg vid fylkesväg 654 på öarna Bergsøya och Leinøya. Den omfattade bebyggelse i de båda orterna Fosnavåg och Leinstrand.
Sedan 2013 räknas de båda orterna som två separata tätorter.